# دوک‌های هزرد
دوک‌های هزرد (انگلیسی: The Dukes of Hazzard) فیلم اکشن، کمدی، جاده‌ای آمریکایی محصول سال ۲۰۰۵ میلادی به کارگردانی جی چاندراسکار که ۵ آگوست همان سال بوسیله برادران وارنر پیکچرز اکران شد.
این فیلم براساس فیلمی به همین نام تولید شده که همانند سریال فیلک نیز به ماجراجویی‌های دو پسر عمو به نام‌های بو و لوک و دختر عمویشان دیزی و عمویشان جسی و تقابل این چهار نفر با فرماندار شهرستان به نام رئیس هاگ و کلانتر شهر راسکو می‌پردازد. فیلم اولین تجربه بازیگری خواننده معروف جسیکا سیمپسون است.
در حالی این فیلم با افتتاحبه ۳۰ میلیون دلاری و فروش جهانی ۱۱۱ میلیون دلاری از نظر مالی برای استودیو وارنر موفق محسوب می‌شود اما نتوانسته نظر منتقدان را جلب نماید. در سال ۲۰۰۷ نیز فیلم دوک‌های هزرد: آغاز به عنوان پیش‌درآمد این فیلم بر روی پرده رفت.